# Geai de Woodhouse
Aphelocoma woodhouseii
Espèce
Synonymes
- Cyanocitta woodhouseii S.F.Baird, 1858[1]

Répartition géographique
Statut de conservation UICN

 LC  : Préoccupation mineure
Le Geai de Woodhouse (Aphelocoma woodhouseii) est une espèce d'oiseaux de la famille des Corvidae. Son nom est en hommage à Samuel Washington Woodhouse (1821-1904).
Son aire s'étend à travers le Mexique et le Sud-Ouest des États-Unis.
Il a été séparé du Geai buissonier en 2016. Plus terne que ce dernier, il possède néanmoins un bec plus fin, plus droit et moins crochu à l'extrémité, lui facilitant l'extraction de pins à pignons, présents à travers son aire de répartition.

## Liste des sous-espèces
Selon GBIF (8 février 2023) :
- A. p. nevadae Pitelka, 1945 —
- A. p. woodhouseii (Baird, 1858) —
- A. p. texana Ridgway, 1902 — plateau d'Edwards
- A. p. grisea Nelson, 1899 — versant oriental de la sierra Madre occidentale
- A. p. cyanotis Ridgway, 1887
- A. p. sumichrasti (Ridgway, 1874)
- A. p. remota Griscom, 1934 — sierra Madre del Sur.

## Systématique
Le nom valide complet (avec auteur) de ce taxon est Aphelocoma woodhouseii (S.F.Baird, 1858).
L'espèce Aphelocoma woodhouseii a été décrite pour la première fois en 1858 par le naturaliste américain Spencer Fullerton Baird (1823-1887) sous le protonyme Cyanocitta woodhouseii,
Ce taxon porte en français le nom vernaculaire ou normalisé suivant : Geai de Woodhouse.

## Publication originale
- (en) Spencer F. Baird, « Birds », Reports of explorations and surveys to ascertain the most practicable and economical route for a Railroad from the Mississippi River to the Pacific Ocean, Washington, vol. 9,‎ 1858, p. 1-1005 (lire en ligne, consulté le 8 février 2023).